# Karin Johannsen-Bojsen
Karin Johannsen-Bojsen (geb. als Karin Johannsen; * 25. Juli 1936 in Flensburg) ist eine dänische Schriftstellerin. Sie ist Angehörige der dänischen Minderheit in Südschleswig.

## Leben
Karin Johannsen-Bojsen wurde als Kind des Rumfabrikanten und Weinhändlers Otto Johannsen und seiner Frau Mary Johannsen geboren. 1954 machte sie am Dänischen Gymnasium in Flensburg ihr Abitur. Da das dänische Abitur damals noch aus politischen Gründen in Deutschland nicht anerkannt wurde (Politik der kleinen Nadelstiche), absolvierte sie in Hamburg ein deutsches Abendgymnasium und studierte anschließend an verschiedenen Universitäten (unter anderem in Heidelberg und Kopenhagen) Deutsch, Dänisch und Englisch. 1965 vollendete sie ihre Doktorarbeit an der Christian-Albrechts-Universität zu Kiel und wurde 1966 als Lehrkraft am Dänischen Gymnasium in Flensburg angestellt. Seit dieser Zeit schreibt sie Romane, daneben auch für Zeitschriften und Sammelreihen, unter anderem zeitkritische Aufsätze.
Karin Johannsen-Bojsen ist medien- und kommunalpolitisch für den Südschleswigschen Wählerverband (SSW) in Flensburg aktiv. Sie ist Mitglied des Kulturverbandes der dänischen Minderheit (Südschleswigscher Verein), Repräsentantin der dänischen Minderheit beim ZDF und lebt in Flensburg.

## Werke
Im Mittelpunkt ihrer Romane steht das Verhältnis zwischen deutsch und dänisch im Grenzland und die Auseinandersetzung mit ihrer eigenen südschleswigschen bzw. dänischen Identität.
- Regnbuelandet (1987)
- Himmel med mange Stjerner (1997)
- Sydslesvigpige (2004)
- Sydslesvigkvinde (2008)

- Wiederkehrende Elemente in der Motivik und Form englischer Künstlerromane, Dissertation, Kiel 1965